# Coroana Sfântului Venceslau

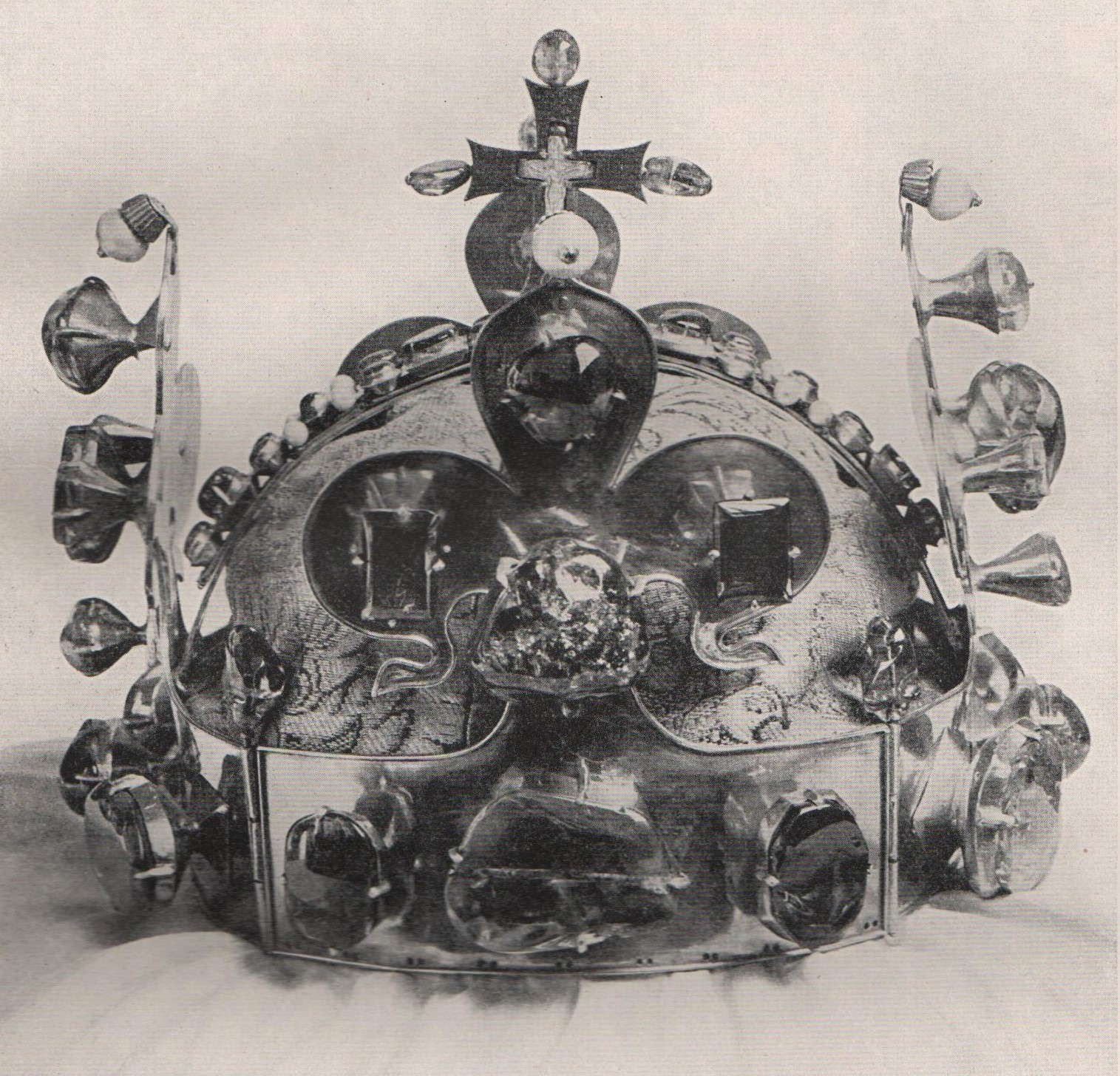
Coroana sfântului Venceslau înainte de al Doilea Război Mondial

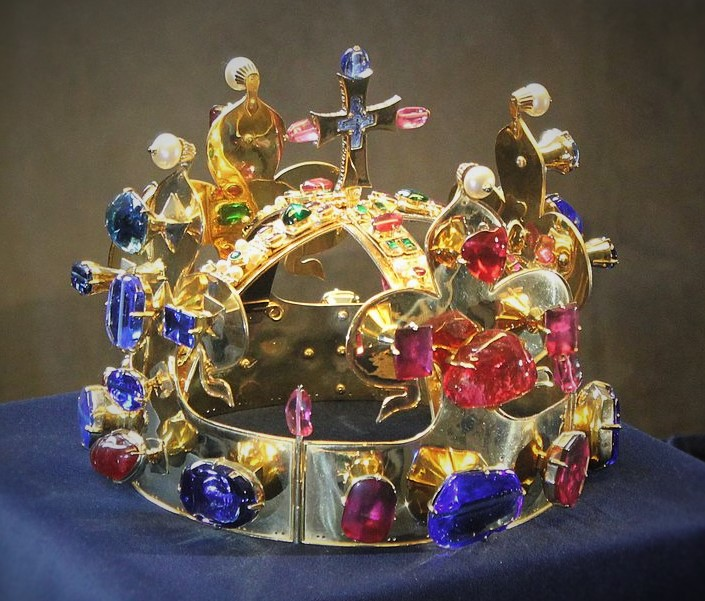
Copie a coroanei în sala Vladislav din Castelul din Praga

Coroana sfântului Venceslau (cehă Svatováclavská koruna) este coroana regală a fostului Regat al Boemiei. Este cel mai vechi dintre însemnele regale boeme. Dintre acestea, pe lângă coroană, s-au mai păstrat globul regal, sceptrul regal și mantia regală.